# Jayena
Jayena er en by og kommune i det sydøstlige Spanien i provinsen Granada. Den har et indbyggertal på 989 (2024) indbyggere.